# 襄州
襄州（じょうしゅう）は、中国にかつて設置された州。南北朝時代から北宋にかけて、現在の湖北省襄陽市一帯に設置された。

## 魏晋南北朝時代
東晋の太元年間に僑州として設置された雍州を前身とする。西魏により雍州は襄州と改称された。

## 隋代
隋代が成立すると当初は6郡12県を管轄した。583年（開皇3年）、襄州の属郡6郡は廃止された。607年（大業3年）、郡制施行に伴い襄陽郡と改称され、下部に11県を管轄した。隋代の行政区分に関しては下表を参照。
| 隋代の行政区画変遷 | 隋代の行政区画変遷          | 隋代の行政区画変遷 | 隋代の行政区画変遷 | 隋代の行政区画変遷   | 隋代の行政区画変遷 | 隋代の行政区画変遷 | 隋代の行政区画変遷 | 隋代の行政区画変遷 | 隋代の行政区画変遷                                                         |
| 区分               | 開皇元年                    | 開皇元年           | 開皇元年           | 開皇元年             | 開皇元年           | 開皇元年           | 開皇元年           | 区分               | 大業3年                                                                    |
| ------------------ | --------------------------- | ------------------ | ------------------ | -------------------- | ------------------ | ------------------ | ------------------ | ------------------ | -------------------------------------------------------------------------- |
| 州                 | 襄州                        | 襄州               | 襄州               | 襄州                 | 襄州               | 襄州               | 鄀州               | 郡                 | 襄陽郡                                                                     |
| 郡                 | 襄陽郡                      | 河南郡             | 徳広郡             | 武泉郡               | 南襄陽郡           | 長湖郡             | 武寧郡             | 県                 | 襄陽県 陰城県 穀城県 安養県 上洪県 率道県 漢南県 義清県 南漳県 常平県 鄀県 |
| 県                 | 襄陽県 陰城県 築陽県 穀城県 | 安養県             | 上洪県             | 率道県 漢南県 義清県 | 思安県             | 常平県 旱停県      | 鄀県               | 県                 | 襄陽県 陰城県 穀城県 安養県 上洪県 率道県 漢南県 義清県 南漳県 常平県 鄀県 |

## 唐代
621年（武徳4年）、唐が王世充を平定すると、襄陽郡は襄州と改められた。襄州は襄陽・安養・漢南・義清・南漳・常平の6県を管轄した。襄州には山南道行台が置かれ、山南道行台は交州・広州・安州・黄州・寿州など257州を統轄した。624年（武徳7年）、山南道行台が廃止され、襄州都督府が置かれて襄州・鄧州・唐州・均州・淅州・重州を監督した。742年（天宝元年）に襄州は襄陽郡と改称された。758年（乾元元年）、襄陽郡は襄州の称にもどされた。襄州は山南東道に属し、襄陽・鄧城・穀城・義清・南漳・宜城・楽郷の7県を管轄した。761年（上元2年）、襄州節度使が置かれ、襄州・鄧州・均州・房州・金州・商州などを領知した。後に山南東道節度使の治所となった。

## 宋代
1119年（宣和元年）、襄州は襄陽府に昇格した。